# Обермайтинген
Обермайтинген (нем. Obermeitingen) — община в Германии, в земле Бавария.
Подчиняется административному округу Верхняя Бавария. Входит в состав района Ландсберг-на-Лехе. Подчиняется управлению Иглинг. Население составляет 1571 человек (на 31 декабря 2010 года). Занимает площадь 9,93 км².
Коммуна подразделяется на 3 сельских округа.
Статус коммуны с 1803 года.

## Население
По оценке на 31 декабря 2015 года население общины Обермайтинген составляет 1669 чел. 

| Дата      | 1840 | 1871 | 1900 | 1925 | 1939 | 1950 | 1961 | 1970 | 1987 | 2011 |
| --------- | ---- | ---- | ---- | ---- | ---- | ---- | ---- | ---- | ---- | ---- |
| Население | 228  | 313  | 346  | 397  | 406  | 837  | 1265 | 1161 | 1265 | 1461 |

| Год       | 1960 | 1970 | 1980 | 1990 | 2000 | 2009 | 2010 | 2011 | 2012 | 2013 | 2014 | 2015 |
| --------- | ---- | ---- | ---- | ---- | ---- | ---- | ---- | ---- | ---- | ---- | ---- | ---- |
| Население | 1498 | 1275 | 1339 | 1379 | 1514 | 1583 | 1571 | 1489 | 1526 | 1544 | 1582 | 1669 |